# Пересвет
Пересвет (рус. Пересвет) град је у Русији у Московској области.

## Становништво
| 2002.  | 2010.  |
| ------ | ------ |
| 14.719 | 14.147 |